# Ophiura acervata
Ophiura acervata è un echinoderma appartenente al genere Ophiura.